# Де-Марне
Де-Марне (нидерл. De Marneо файле) — бывшая община на севере Нидерландов, в провинции Гронинген. Население Де-Марне на 1 января 2007 года составляло 10 743 человек. Площадь общины 240.31 км², из них 167,45 км² земля, 72,86 км² — водной поверхности. 1 января 2019 года община Де-Марне вошла в состав новой общины Хет-Хогеланд.
В общину входили населённые пункты: Бокум, Брук, Даувен, Энрум, Эвер, Грейсслот, Грот-Марслаг, Хорнхёйзен, Хауверзейл, Какхорн, Клейн-Хёйсьес, Клейн-Марслаг, Клостербюрен, Крёйсвег, Лауверсог, Ленс, Менсингевер, Моленрей, Никерк, Аудедейк, Питербюрен, Родехан, Схауверзейл, Сторт, Улрум, Вирхёйзен, Влидорп, Варфхёйзен, Вехеден-Хорн, Вестерниланд, Вирхёйзен, Зауткамп, Зюрдейк.